# Marathon City
Marathon City é uma vila localizada no estado norte-americano de Wisconsin, no Condado de Marathon.

## Demografia
Segundo o censo norte-americano de 2000, a sua população era de 1640 habitantes.
Em 2006, foi estimada uma população de 1572, um decréscimo de 68 (-4.1%).

## Geografia
De acordo com o United States Census Bureau tem uma área de
5,3 km², dos quais 5,3 km² cobertos por terra e 0,0 km² cobertos por água.

## Localidades na vizinhança
O diagrama seguinte representa as localidades num raio de 20 km ao redor de Marathon City.